# Cladotanytarsus palmatus
Cladotanytarsus palmatus är en tvåvingeart som beskrevs av Wang och Zheng 1993. Cladotanytarsus palmatus ingår i släktet Cladotanytarsus och familjen fjädermyggor. Inga underarter finns listade i Catalogue of Life.